# Kanarenstrom

Die großen Meeresströmungen, u. a. der Kanarenstrom (Canary Current).

Der Kanarenstrom (engl. Canary Current) ist eine kühle bis mäßig warme Meeresströmung im nordöstlichen Atlantik. Er verläuft entlang der Westküste Nordwestafrikas – von etwa 30° N bis 10°–15° N – und ist die östliche Randströmung des Nordatlantischen (subtropischen) Wirbels.

## Entstehung und Verlauf
Der Kanarenstrom speist sich aus mehreren Quellen: Er entsteht als südliche Fortsetzung des Azorenstroms, der wiederum ein östlicher Ausläufer des Golfstroms ist. Zusätzlich fließt auch kühleres Wasser des Portugalstroms in ihn ein. Entlang der nordwestafrikanischen Küste kommt es durch den Küstenauftrieb (Coastal Upwelling) zu einem Aufströmen nährstoffreichen, kalten Tiefenwassers, was die Wassertemperatur senkt und die biologische Produktivität deutlich erhöht.
Die Strömung verläuft zunächst in südlicher, später in südwestlicher Richtung, etwa parallel zur Küste Marokkos, der Westsahara und Mauretaniens, und strömt an den namensgebenden Kanarischen Inseln vorbei. Im Bereich der Kapverdischen Inseln biegt sie allmählich westwärts ab, um in den Nordäquatorialstrom überzugehen.

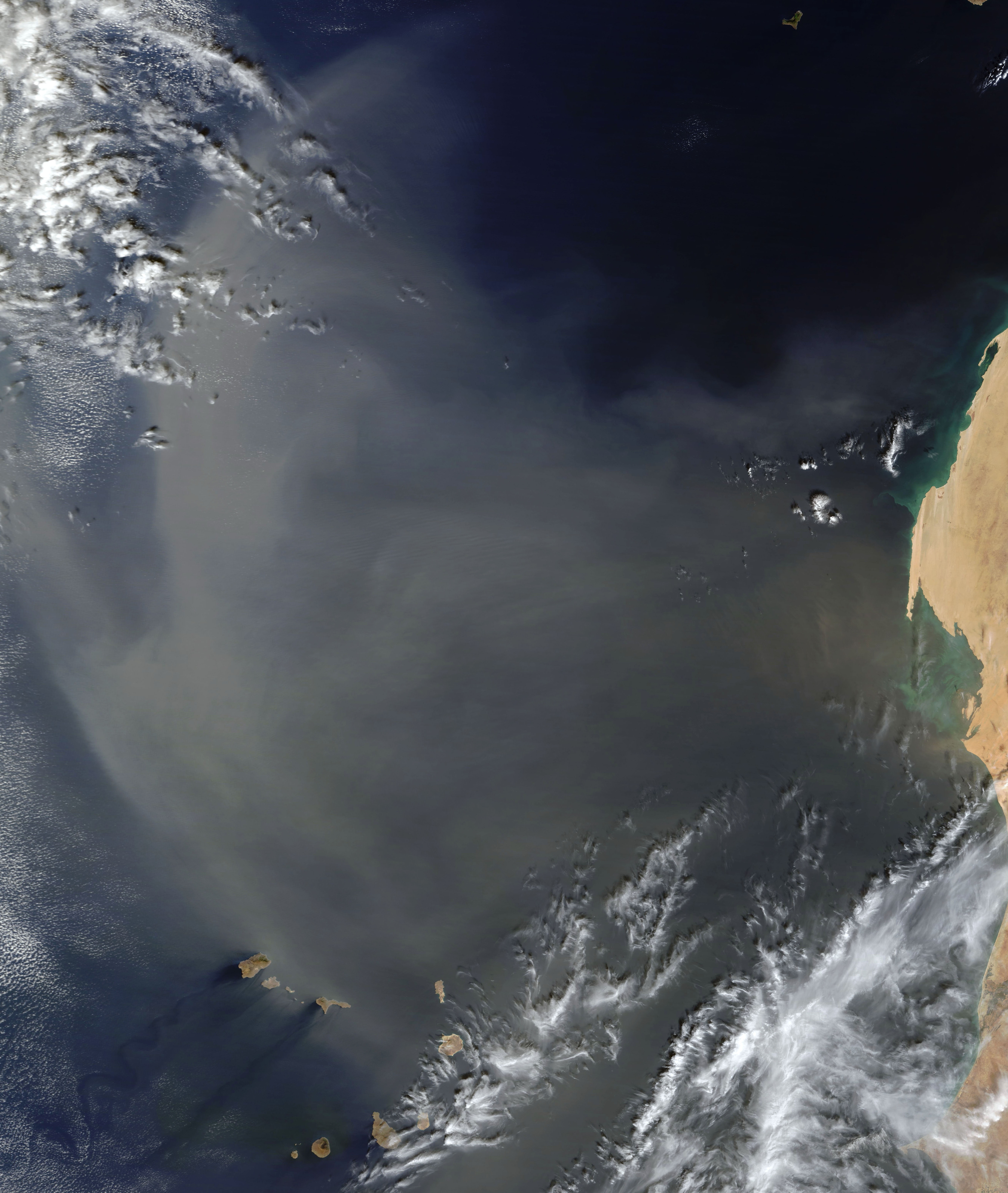
Kanarenstrom in Küstennähe. Er markiert eine breite, wolkenfreie Zone, da er aus kaltem Wasser besteht. Eine Art Schleier, der sich im Uhrzeigersinn dreht, besteht jedoch nicht aus Wolken, sondern aus Staub und Sand aus der Sahara.

## Temperatur und klimatische Bedeutung
Mit durchschnittlichen Oberflächentemperaturen von 16–22 °C zählt der Kanarenstrom zu den kühlen subtropischen Strömungen. Er wirkt stabilisierend auf das Klima der angrenzenden Küstenregionen – insbesondere auf die Kanarischen Inseln – und trägt durch den Auftrieb kalten Wassers auch zur Entstehung der Saharawüste bei, da er die Verdunstung und damit die Niederschlagsbildung hemmt.

## Zirkulatorischer Zusammenhang
Der Kanarenstrom bildet gemeinsam mit:
- dem Portugalstrom (im Nordosten),
- dem Nordäquatorialstrom (im Süden),
- dem Antillenstrom,
- dem Floridastrom,
- dem Golfstrom und
- dem Nordostatlantischen Strom

den geschlossenen subtropischen Wirbel (Gyre) im Nordatlantik. Diese Zirkulation ist zentral für den großräumigen Wärmetransport im Ozean.

## Ökologische Bedeutung
Der Kanarenstrom spielt eine zentrale Rolle für das ökologisch bedeutsame Auftriebsgebiet vor Nordwestafrika. Durch die windgetriebenen Küstenauftriebsprozesse gelangen nährstoffreiche Tiefenwasser an die Oberfläche, was eine der produktivsten marinen Regionen weltweit speist. Diese hohe Primärproduktion ist die Grundlage für reiche Fischbestände und komplexe Nahrungsnetze.
Der Klimawandel beeinflusst dieses System zunehmend: Veränderungen der Windmuster, Ozeanerwärmung, Versauerung und Sauerstoffmangel könnten langfristig die Produktivität und Artenzusammensetzung dieser Region verändern – mit Folgen für Fischerei, Biodiversität und Küstenökosysteme.